# Amarcord (album Mameli)
Amarcord è il primo album in studio del cantautore italiano Mameli, pubblicato il 30 ottobre 2020 con doppia etichetta Hokuto Empire e Sony Music.

## Descrizione
Anticipato dai tre singoli Anche quando piove inciso con Alex Britti, Non ci sei più e Record è il primo album del cantautore dopo l'EP Inno.
Il titolo del disco prende spunto dall'espressione dialettale romagnola Amarcord che tradotta vuol dire Io mi ricordo.

## Tracce
Testi e musiche di Mario Castiglione, eccetto dove indicato.
1. Sopra di me – 2:54 (testo: Mario Castiglione, Federica Abbate)
2. Amarcord – 3:27
3. Borotalco (feat. Lorenzo Fragola) – 2:52 (testo: Mario Castiglione, Lorenzo Fragola)
4. Buoni x nulla – 2:58 (musica: Mameli, Granato)
5. Record – 3:16
6. Non ci sei più – 3:00 (testo: Mario Castiglione, Giovanni Cerrati)
7. Anche quando piove (feat. Alex Britti) – 3:18 (Mario Castiglione, Alessandro Britti)
8. Argomento triste – 3:26
9. Maniglie – 3:01
10. Futuro – 2:38